# Џон Кокрофт
Сер Џон Даглас Кокрофт (енгл. John Douglas Cockcroft, 27. мај 1897. — 18. септембар 1967) био је британски физичар који је, заједно са Ернестом Волтоном, добио Нобелову награду за физику 1951. године „за пионирски рад на пољу трансмутације атомског језгра путем вештачки убрзаних атомских честица”.